# Mord am Pool
Mord am Pool ist ein deutscher Fernseh-Kriminalfilm aus dem Jahr 1986 und eine Adaption des 1983 uraufgeführten gleichnamigen Theaterstücks (englischer Originaltitel zunächst Nightcap, später Deadly Nightcap) von Francis Durbridge.

## Handlung
Der Konzertpianist Edward Donnington und seine Schwester Sarah Radford sind gemeinsame Eigentümer der von ihrem Vater gegründeten Immobilienfirma. Die Geschäfte führt allerdings Sarahs Mann Jack. Als Edward herausfindet, dass Jack in illegale Geschäfte bei einem Bauprojekt in Spanien verwickelt ist, tötet Jack ihn und lässt es wie einen Suizid aussehen. In den Monaten nach Edwards Tod wird Sarah immer depressiver, und Jack versucht ihr weiszumachen, dass sie ihren Verstand verlöre. Dazu versteckt er im Musikzimmer einen Kassettenrekorder, durch den Sarah glaubt, immer noch das Klavierspiel ihres toten Bruders zu hören.
Eines Tages kommt Jack von einer Feier mit einer anscheinend verletzten jungen Frau nach Hause und berichtet, er habe sie auf dem Heimweg angefahren. Da er aber alkoholisiert sei, habe er nicht die Polizei oder den Krankenwagen gerufen, sondern die Verletzte mit nach Hause genommen und seinen Hausarzt Dr. Young gerufen. Nachdem Sarah zu Bett gegangen ist, stellt sich heraus, dass die junge Frau, Anna Truman, in Wahrheit unverletzt und Jacks Geliebte ist. Sie verschwindet, bevor Dr. Young eintrifft – den hat Jack tatsächlich gerufen unter dem Vorwand, er mache sich Sorgen um den psychischen Zustand seiner Frau. Als Sarah von der Verletzten erzählt, leugnet Jack alles und Sarah steht vor den Arzt als geistig Verwirrte da, was sie selbst mehr und mehr glaubt.
Geoffrey Curtis, ein Angestellter aus der Immobilienfirma, gerät mit Jack in Streit und kündigt. Dann erzählt er Sarah, dass er Jack mit einer jungen Frau – offensichtlich Anna Truman – in einem Cafe gesehen und deren Gespräch mitgehört habe, in dem es um das Erbe der Firma ging.
Jack plant, zusammen mit Anna seine Frau zu töten. Er möchte ihr ein Schlafmittel verabreichen und sie in den Pool werfen, sodass es wie ein Unfall aussieht. Am nächsten Morgen ist es aber Jacks Leiche, die im Pool schwimmt, und Sarah gibt dem Polizeiinspektor Cliff Jordan gegenüber offen zu, ihrem Mann zuvorgekommen zu sein und ihn erstochen zu haben. Anna habe nämlich ein schlechtes Gewissen bekommen und Sarah gewarnt. Wegen Sarahs angeblicher Geistesverwirrung glaubt Cliff ihr aber nicht.
Der nun arbeitslose Geoffrey, der in Sarah verliebt zu sein scheint, bittet sie um ein größeres Darlehen, um als Teilhaber in eine andere Firma einsteigen zu können. Sie lehnt dies jedoch ab. Als Geoffrey kurz darauf an einem Herzanfall stirbt, behauptet Sarah, auch ihn getötet zu haben – was sie aber nicht getan haben kann.
Ein halbes Jahr später hat Sarah die Immobilienfirma verkauft, die Ermittlungen zum Mord an Jack wurden eingestellt und Cliff hat inzwischen seinen Dienst bei der Polizei quittiert. Er lebt als Autor von Büchern über ungelöste Kriminalfälle und möchte in die USA auswandern. Er liebt Sarah und möchte sie überzeugen, mitzukommen, was sie aber bisher abgelehnt hat. Beim Abschiedsbesuch zeigt er ihr das letzte Kapitel des Buches, an dem er gerade schreibt. Darin wird deutlich, dass Cliff den Fall längst gelöst hatte, sein Wissen aber zurückhielt: Aufgrund eines Fingerabdrucks am Tatmesser wusste er, dass Sarah tatsächlich Jack getötet hat. Durch ihr schnelles Geständnis sowie ihre Behauptung, auch Geoffrey getötet zu haben, wollte sie sich als geistig verwirrt und daher unglaubwürdig darstellen. Und so sagt Sarah doch zu, mit Cliff nach Amerika zu gehen, da er andeutet, unter diesen Umständen die Geschichte nicht zu veröffentlichen.

## Produktion
Der Film wurde vom Hessischen Rundfunk produziert und am 11. Mai 1986 zum ersten Mal ausgestrahlt. 2013 erschien er auf DVD bei Studio Hamburg Enterprises.

## Rezeption
„Schonkost: bieder und spannungsarm“